# Played (film)
Pour plus de détails, voir Fiche technique et Distribution.
Played est un thriller britannique de Sean Stanek, sorti en 2006.

## Synopsis
Ray Burns, ancien voleur, a passé huit ans en prison. Enfin libre, il est de retour dans les rues de Londres et cherche à se venger de ceux qui l'ont trahi. 

## Fiche technique
- Titre original et français : Played
- Réalisation : Sean Stanek
- Scénario : Mick Rossi et Sean Stanek
- Photographie : Michael Pavlisan et Sean Stanek
- Montage : Matthew Booth, Jonathan Brayley, Tom McGah et Benjamin Pollack
- Musique : Danny Saber
- Production : Caspar von Winterfeldt, Mick Rossi et Nick Simunek
- Société(s) de distribution : Lionsgate
- Pays de production :  Royaume-Uni
- Langue : anglais
- Genre : thriller
- Durée : 87 minutes
- Dates de sortie : 
  - France : 19 mai 2006 (Festival de Cannes)
  - États-Unis : 20 octobre 2006 (Festival du film de Hollywood)
  - États-Unis : 31 juillet 2007 (DVD)
  - France : 6 avril 2011 (DVD)

## Distribution
- Val Kilmer : Dillon
- Gabriel Byrne : Eddie
- Vinnie Jones : Détective Brice
- Anthony LaPaglia : Détective Drummond
- Bruno Kirby : Détective Allen
- Mick Rossi : Ray Burns
- Patrick Bergin : Riley
- Joanne Whalley : Maggie
- Roy Dotrice : Jack Rawlings
- Patsy Kensit : Bunny/ Cindy
- Andy Nyman : Danny
- Sile Bermingham : Samantha Fay
- Meredith Ostrom : Nikki
- Steve Jones : London Charlie
- Trevor Nugent : Terry Rawlings
- Aaron Gallagher : Officier Chris Anders
- Nick Simunek : Boyd
- Adam Fogerty : Big Frankie
- Nigel Mead : Chris
- Luca Palanca : Gomez
- Sean Power : Nathan
- Marc Siciliani : Détective Bartow